# Syndrome algodysfonctionnel de l'appareil manducateur
 (juillet 2012).
La forme ressemble trop à un extrait de cours et nécessite une réécriture afin de correspondre aux standards de Wikipédia.
 Mise en garde médicale
Le terme de syndrome algodysfonctionnel de l'appareil manducateur (SADAM) désigne les troubles de la musculature posturale (manducatrice), de la musculature masticatrice ou de l’articulation temporo-mandibulaire.

## Définition

### Nomenclature
Les autres termes synonymes sont :
- dysfonction cranio-mandibulaire (DCM),
- troubles temporo-mandibulaires (TTM),
- algies dysfonctionnelles de l'appareil manducateur (ADAM),
- dysfonctionnement de l'articulation temporo-mandibulaire,
- syndrome algodysfonctionnel de l'articulation temporo-mandibulaire,
- syndrome de l'articulation temporo-mandibulaire (ATM).

Dans les pays anglo-saxons on utilise le terme « Temporomandibular Disorders » (TMD), en Suisse « myoarthropathie » et en Allemagne « Kraniomandibuläre Dysfunktion ». L’ancien terme « syndrome de Costen » est tombé en désuétude. Le thérapeute principal de ce syndrome est le chirurgien-dentiste ou médecin stomatologiste, mais beaucoup d’autres disciplines médicales sont concernées.

### Regroupements syndromiques
Le syndrome algodysfonctionnel de l'appareil manducateur (SADAM) comprend tous les troubles douloureux et non douloureux, dus à une dysfonction structurelle ou biochimique de la musculature masticatrice ou l’articulation temporo-mandibulaire. Parmi de nombreuses classifications, les Critères diagnostiques de Recherche des Désordres Temporomandibulaires“ (CDR/DTM) de Dworkin et LeResche de l’année 1992, sont les plus répandus et comprennent 2 axes :
Axe I : Diagnostic des désordres temporomandibulaires (Axe somatique)
- Groupe I : Désordres musculaires
  - Ia : Douleur myofaciale, avec ouverture buccale normale de 45  à   50 mm entre les incisives antagonistes centrales.
  - Ib : Douleur myofaciale avec ouverture buccale limitée à moins de 40 mm. Parfois très limitée à quelque deux ou trois millimètres.
  - Ic : Douleur myofaciale avec ouverture buccale exagérée à plus de 60 mm. Cette forme correspond à la déglutition salivaire atypique et pulsive (béances dentaires), accompagnée d'une laxité importante des ligaments de l'ATM.
- Groupe II : Déplacements du disque articulaire
  - IIa : Déplacements du disque avec réduction
  - IIb : Déplacement du disque sans réduction, avec limitation d’ouverture
  - IIc : Déplacement du disque sans réduction, sans limitation d’ouverture
- Groupe III : Arthralgie, arthrite, arthrose.

Axe II : Incapacité reliée à la douleur et au statut psychosocial (Axe psychosocial)
- Grade de douleur chroniques
- Score des échelles de l’axe II

## Épidémiologie
Les SADAM affectent 34 % de la population mondiale. Leur prévalence dépend de la région géographique, avec le plus grand nombre de cas en Amérique du Sud (47 %) et le moins en Amérique du Nord (26 %). Le plus grand nombre de personnes touchées se trouve dans la tranche d'âge de 18 à 60 ans. Selon la plus récente étude de 2024, le ratio femmes-hommes des personnes atteintes de troubles temporaux dépend de la région géographique. Il est le plus élevé en Amérique du Nord avec 1,56 et le plus bas en Europe avec 1,09. Selon les données épidémiologiques les plus récentes, la cooccurrence du bruxisme et des troubles temporo-mandibulaires (TTM) dans la population mondiale est estimée à 17 %. Toutefois, comme pour le bruxisme lui-même, cette prévalence varie selon le continent. De plus, 63,5 % des patients souffrant de TTM présentent également des signes de bruxisme. Selon les prévisions publiées en 2025, la TTM pourrait toucher 44 % de la population mondiale en 2050.

## Étiologie
Dans la plupart des cas on ne peut pas identifier une étiologie précise du SADAM. C’est pourquoi l’on parle d’une pathologie multifactorielle avec toute une série de facteurs de risque qui peuvent prédisposer, déclencher ou perpétuer ce syndrome.
- extraction ou perte des premières prémolaires[7]
- extraction ou perte de dents postérieures (non remplacées par des implants)[8]
- overjet excessif (supérieur à 6 mm)
- hypermobilité des maxillaires
- malformation des maxillaires (classe 3, deep bite, etc.)
- macrotrauma (accident)
- microtrauma (parafonction)
- traumatisme occlusal (une nouvelle prothèse par exemple)
- arthrite d'origine infectieuse (maladie de Lyme, chlamydiose)
- bruxisme
- polyarthrite rhumatoïde et inflammation systémique[8]

## Diagnostic

### Éléments clefs
Le diagnostic repose sur les éléments suivants :
- interrogatoire médical soigneux avec des questionnaires adaptés[9] ;
- examen clinique de l'ouverture buccale, de la musculature masticatrice, de l'articulation temporo-mandibulaire et de l'occlusion (palpation du muscle ptérygoîdien interne en endobuccal qui déclenche une vive douleur) ;
- radiographie panoramique des maxillaires pour exclure des pathologies dentaires et maxillofaciales ;
- un ou plusieurs questionnaires psychométriques pour évaluer les troubles psychosociaux et les comorbidités.

Dans des cas spéciaux, le spécialiste peut avoir recours à des examens techniques, radiologiques ou psychologiques complexes et demander l’aide à d’autres disciplines médicales.

### Signes cliniques
Les causes et les formes du SADAM étant multiples, les signes cliniques sont tout autant variés.
Ce diagnostic se simplifie en présence d'interpositions linguales entre les arcades dentaires (examen phonétique, examen de la déglutition salivaire, etc.) : la déglutition atypique est la prolongation, chez l'adulte, de la déglutition salivaire de l'enfant, ou déglutition infantile. Souvent la musculature masticatrice ou l’articulation temporo-mandibulaire (ATM) sont douloureuses au réveil matinal ou amplifiées par les repas (efforts musculaires liés à la mastication).
D’autres signes peuvent être :
- une ouverture buccale limitée,
- des craquements ou bruits articulaires (muscles ptérygoïdiens externes dyskinésiques),
- des douleurs dans les dents (bruxisme ou malocclusion),
- glossodynie,
- hyperactivité de muscles peauciers,
- vertiges, acouphènes
- posture céphalique,
- la gorge (muscles suprahyoïdiens et sous-hyoïdiens),
- le dos (posture du tronc),
- des problèmes avec l'occlusion dentaire (malpositions, usures, avulsions dentaires non compensées),
- une fatigue chronique,
- une fibromyalgie (3/4 des fibromyalgiques ont en réalité un SADAM selon le Dr Perez Mirlo)
- apnée du sommeil
- une dépression causée par la douleur chronique avec probablement un mouvement d'aller-retour[10],[11],[12],[13],[14],[15], etc.

### Diagnostics différentiels
De nombreuses pathologies peuvent provoquer des douleurs dans la région de la tête et de la bouche. Dans des cas cliniques obscurs, des consiliums médicaux sont indispensables pour un diagnostic et un traitement corrects.

## Prise en charge thérapeutique
La marche à suivre dans le traitement du SADAM est conservatrice et prudente, tant qu'un diagnostic clair n'aura pas été établi. Différents modes thérapeutiques peuvent être utilisés de façon individuelle, tout dépendant de la gravité de la pathologie. Un point commun est de rétablir des conditions physiologiques durables au niveau de la musculature posturale : allonger la durée du repos physiologique des muscles et limiter les mouvements parasites inutiles à la fonction masticatrice (muscles peauciers, postures céphaliques, oxygénation du sang, mouchages réguliers, sport, repos nocturne adéquat, etc.)
L’information du patient sur son syndrome et son diagnostic exact est le premier pas vers une relation thérapeutique amicale, confiante et rassurante. Des craquements ou bruits articulaires par exemple ne doivent surtout pas inciter le patient à avoir trop de soucis.
Dans beaucoup des cas des conseils simples pour modifier le comportement peuvent améliorer nettement les symptômes : nourriture molle, traitement au chaud ou au froid, sport, stretching, techniques de relaxation, stratégies pour réduire son stress par exemple.
Une gouttière occlusale est souvent ajustée par le chirurgien dentiste/stomatologiste pour tenter de relaxer la musculature et décomprimer l’ATM.
Un plan de morsure rétro-incisif provisoire pour réduire la distance trop grande qui sépare les mâchoires (déglutition atypique) et recréer, à la hauteur physiologique, les contacts et guidances qui permettent une phase suffisante de repos physiologique des muscles manducateurs. Ce traitement doit être poursuivi par des artifices prothétiques mécaniquement résistants.
La kinésithérapie est souvent utile pour réduire les tensions musculaires dans tout le corps et influencer de façon positive le traitement.
Des médicaments antalgiques, anti-inflammatoires ou myorelaxants sont rarement nécessaire pour arrêter le processus de la chronification douloureuse ou améliorer la qualité de vie, compte tenu du fait que la douleur provient des articulations et non des muscles.
La neurostimulation électrique transcutanée (TENS) réduit parfois la tension musculaire et les douleurs musculaires.
Le traitement doit être conforme et adapté au diagnostic posé. En cas d'échec des traitements non invasifs mentionnés, des traitements chirurgicaux seront à envisager : arthroplastie, condylotomie, remplacement des articulations temporo-mandibulaire (notamment en cas de résorption des condyles) avec ou sans une chirurgie orthognathique.

## Évolution
Dans à peu près 10 % des situations, un diagnostic incomplet ou divers facteurs de risque mènent à une chronicisation douloureuse du syndrome, qui nécessitent un processus thérapeutique de plus en plus complexe.

## Hormones et douleurs
Les fortes différences de vulnérabilité aux douleurs de la zone temporomandibulaire entre homme et femme ont intrigué les médecins et les chercheurs, laissant penser que les hormones pouvaient jouer un rôle étiologique chez la femme ou protecteur chez l'homme.

### Hormones féminines
Les troubles temporo-mandibulaires (TMD) douloureux sont plus fréquents chez les femmes et essentiellement sur la période allant de la puberté au début de la période post-ménopause, ce qui évoque un lien étiologique (causal) avec une ou plusieurs hormones reproductrices féminines.
Une étude de cas témoins a confirmé que le risque de TMD est environ 30 % plus élevé chez les femmes prenant des œstrogènes en hormonothérapie pour le traitement de la ménopause par rapport à celles qui n'en prennent pas, avec une relation de type dose-réponse. La prise de contraceptifs oraux a étalement été associée à une augmentation du risque de TMD de 20 %.
Le modèle animal (rat de laboratoire) confirme en 2008 cette hypothèse. La nociception est augmentée chez la femelle à certaines périodes du cycle hormonal, en particulier quand son taux d'estradiol est au plus bas. La même étude a montré que l'administration de l'estradiol ou de progestérone aux rates ayant subi une ovariectomie diminue significativement leur sensibilité à la douleur (nociception) de la zone tempomandibulaire, mais que combiner ces deux hormones n'amplifie pas l'effet antinociceptif induite par chacune d'elles, Ces résultats suggèrent que l'estradiol et de progestérone diminuent ATM nociception de manière indépendante.

### Hormones masculines
La prévalence beaucoup plus faible des douleurs temporo-mandibulaires persistantes ou aiguës chez les hommes a laissé penser que la testostérone pourrait jouer un rôle protecteur contre ce type de douleurs. Les résultats de tests faits en laboratoire sur le rat mâle et femelle vont dans ce sens.
Les rats mâles gonadectomisés se montrent plus sensibles à la douleur temporo-mandibulaires (induite par une injection de formaline) que ceux qui ne sont pas gonadectomisés (d'une manière qui semble comparable à la sensibilité naturelle des femelles à ce type de douleur).
Cette hypersensibilité disparait avec une injection de testostérone (à condition que le taux de testostérone dans le sérum soit un peu plus élevé que le niveau physiologique normal). Une même injection est sans effet chez la femelle gonadectomisée.
L'injection d'estradiol a un effet similaire (abaissement du seuil de perception de cette douleur) chez les rats mâles gonadectomisés.
Ce phénomène semble lié à une production endogène d'opioïdes.

## Neuromédiateurs
Diverses publications font état que les dysfonctions de l'articulé dentaire font sécréter par le cerveau des neuromédiateurs identiques à ceux retrouvés dans les symptômes pseudo psychiatriques,,.